# Al-Aqrab-Gefängnis
Das Al-Aqrab-Gefängnis, auch Al-Aqrab (arabisch العقرب, DMG al-ʿAqrab ‚der Skorpion‘), ist ein berüchtigtes Folter-Gefängnis in Ägypten. Der offizielle Name ist Tora Prison 992 Most-Security.  Das 1993 unter Innenminister Habib al-Adli gebaute Gefängnis befindet sich in Helwan, südlich von Kairo.
Es hat rund 320 Zellen bei rund 2000 Insassen. Ehemalige Insassen berichten von Folter mit Stöcken, Kabeln oder mit Stromstößen und Vergewaltigungen. Inhaftiert werden Regimegegner.
Das Gefängnis war bereits während der Militärregierung des Diktators Husni Mubarak berüchtigt.